# Single malt
Single malt är maltwhisky som kommer från ett enda destilleri, och är gjord på korn. Den mest kända single malt whiskyn kommer från Skottland, men det görs även single malt i andra länder, exempelvis Japan. Numera görs single malt whisky även i Sverige, av bland annat Mackmyra, High Coast, Hven och Agitator.
Skotsk single malt delas traditionellt in i fyra produktionsregioner:
- Lågländerna (Lowlands)
- Campbeltown
- Islay, och
- Högländerna (Highlands)

Indelningen härstammar från 1784 års skattelag (Wash act) som delade Skottland i Lågländerna och Högländerna (vari även Campbeltown och Islay ingick) och längs en linje från Greenock till Dundee.
Även andra indelningar förekommer i syfte att kategorisera whiskyns olika smaker. En vanligt förekommande kategori är Islands för whisky producerad på öarna utanför Skottland, undantaget Islay. Även Speyside räknas ibland som en egen region.

## Lågländerna
I Lågländerna kännetecknas whiskyn av mildhet och fruktighet. Det mest kända och kanske mest typiska exemplet är destilleriet Rosebank, i utkanten av staden Falkirk.

## Campbeltown
Campbeltown är en ort på Skottlands sydvästra kust. Det är den minsta whiskyregionen. Här produceras fyllig, lätt rökig whisky med salt i smak och arom. Campbeltown var under sin storhetstid säte för ett trettiotal destillerier men idag återstår enbart tre, Springbank, Glengyle och Glen Scotia, vilka gör att Campbeltown fortfarande betraktas som en egen region.

## Islay
På ön Islay i de Inre Hebriderna produceras den rökigaste whiskyn. Rökigheten fås från torven på ön som används för att röka malten före mäskningen. Kända destillerier är Ardbeg, Lagavulin, Laphroaig, och Bowmore.

## Högländerna
Högländerna delas ofta in i mindre regioner: Norra högländerna (med Orkneyöarna), Speyside samt öarna i väster (Skye, Jura, Mull), för att beskriva de olika smaktyperna som finns i regionen. Kännetecknande för höglandswhiskyn är smakrikedomen, ofta med jordiga, blommiga och kryddiga toner. Bland andra Dalwhinnie är ett känt destilleri.

### Islands
Hit räknas bland annat Talisker, den enda single malt whiskyn från Isle of Skye. En annan välkänd whisky är Highland Park från Skottlands nordligaste destilleri på Orkneyöarna.

### Speyside
Hit räknas bland annat Cragganmore.